# Miki Itō (idol)
Miki Itō (伊藤美紀?, Itō Miki; Nagoya, 9 aprile 1971) è un'attrice e idol giapponese.
Apparteneva alla talent agency Horipro.

## Discografia

### Singoli
- 1987: Komusume Heartbreak
- 1987: Aishū pucelle
- 1987: UBU
- 1988: Yuuwaku 88
- 1988: Shakishaki Beachtown
- 1988: Yaru Ki Manman Taisou
- 1989: Risa no Kataomoi

### Album
- 1987: Pucelle

### Mini-Album
- 1988: Over the Rainbow
- 1988: Girls On The Beach

### Antologie
- 2003: Idol Miracle Bible Series Ito Miki

## Filmografia
- 1987 : Meimon! Tako ni Shiouen Dan
- 1987 : W Papa ni Omake no Ko?!
- 1990 : Gekai Arimori Saeko
- 1991 : Tokyo Lap Story
- 1991 : Yo ni mo Kimyou na MOnogatari
- 1991 : Sanbiki ga Gakiru
- 1991 : Hyaku Ikkai Me no Propose
- 1991 : Shabondama
- 1992 : Hontou ni Atta Kowai Hanashi
- 1992 : News na Aitsu
- 1992 : Happaku Yachou Yume Nikki
- 1996 : Mou Otona nan Dakara!
- 1997 : Koi no Kata Michi Kibbu
- 2000 : Kinyou Entertainment
- 2001 : Doyou White Gekijyou

## Doppiaggio

### Film d'animazione
- Dragon Ball Z - La storia di Trunks (C-18)

## Doppiatrici italiane
- Rosalinda Galli in Dragon Ball Z - La storia di Trunks
- Debora Magnaghi in Dragon Ball Z - La storia di Trunks